# Valpovo
Valpovo (maďarsky Valpó, německy Walpach, Walpowo) je město ve východním Chorvatsku v Osijecko-baranjské župě. Nachází se asi 24 km severozápadně od Osijeku. V roce 2011 žilo ve Valpovu 7 406 obyvatel, v celé občině pak 11 563 obyvatel.
V připadající občině se nacházejí též vesnice Harkanovci, Ivanovci, Ladimirevci, Marjančaci, Nard, Šag a Zelčin.
V oblasti Valpova se setkávají tři řeky; řeka Vučica se zde vlévá do řeky Karašica, a blízko též prochází řeka Dráva. Na druhé straně řeky Karašica se nachází téměř bezprostředně sousedící menší město Belišće.

## Historie

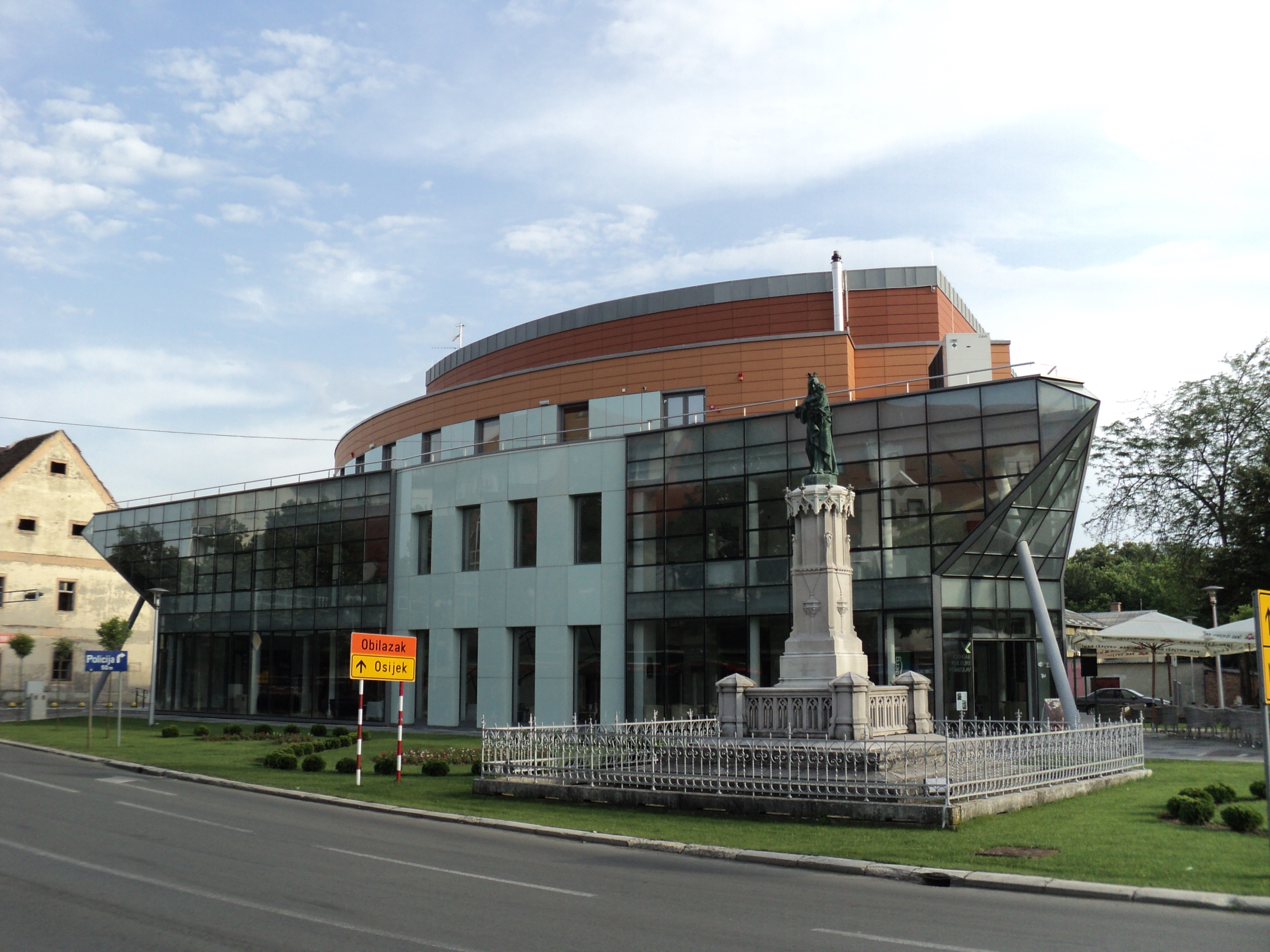
Kulturní centrum Valpovo

Město bylo poprvé zmíněno v roce 1332. V červnu roku 1543, během tažení sultána Sulejmana do Uher, bylo Valpovo obleženo, dobyto a připojeno k Osmanské říši. Zpočátku bylo centrem kazy v sandžaku Požega až do roku 1601. Později se stalo centrem sandžaku v rámci Kanijského ejáletu až do dobytí Rakouskem v roce 1687.
Na konci 19. a na začátku 20. století bylo Valpovo součástí Virovitičské župy v rámci Chorvatsko-slavonského království. 
V březnu 1945 zahájily německé jednotky operaci Jarní probuzení. Na jižním křídle, které postupovalo na sever přes Valpovo, se nacházela 1. kozácká jezdecká divize. Operace byla stejně katastrofální, jako byla ambiciózní. Partyzáni 3. armády neustále obtěžovali a zdržovali kozáky. Krátce po skončení druhé světové války zřídily úřady komunistického jugoslávského režimu pracovní tábor pro Němce, který fungoval až do května 1946.